# Cholovocera sardoa
Cholovocera sardoa es una especie de coleóptero de la familia Endomychidae.

## Distribución geográfica
Habita en Cerdeña (Italia).